# Municipalité provisoire de Venise
16 mai 1797 – 18 janvier 1798
(8 mois et 2 jours)
Entités précédentes :
- République de Venise

Entités suivantes :
- Monarchie de Habsbourg (province vénitienne)

La municipalité provisoire de Venise (en italien : Municipalità Provvisoria di Venezia) est le régime politique mis en place dans la ville homonyme durant l'occupation française de Venise, entre le 16 mai 1797, à la suite de la chute de la république de Venise quatre jours plus tôt et l'arrivée des troupes autrichiennes dans la ville, le 18 janvier 1798, conformément au traité de Campo Formio.
L'invasion française de la république de Venise aboutit à l'abdication du dernier doge, Ludovico Manin, au cours de l'ultime séance du Grand Conseil (en italien : Maggior Consiglio ; en vénitien : Mazor Consejo), le 12 mai 1797,. Quatre jours plus tard, une municipalité provisoire est instaurée par l'armée d'occupation,. Le 18 octobre 1797, le traité de Campo Formio signé entre la République française et l'Autriche, partage les anciens territoires vénitiens entre la République Cisalpine à l'ouest de l'Adige, et la monarchie des Habsbourg à l'est. Le 18 janvier 1798, les troupes autrichiennes entrent dans Venise, marquant la fin de l'éphémère municipalité provisoire,.